# Дросковский район
Дросковский район — административно-территориальная единица в Центрально-Чернозёмной, Курской и Орловской областях РСФСР, существовавшая в 1928—1963 годах. Административный центр — село Дросково.
Район был образован 30 июля 1928 года в составе Орловского округа Центрально-Чернозёмной области.
27 сентября 1937 года район в составе вновь образованной Орловской области.
9 февраля 1963 года Дросковский район был упразднён, его территория вошла в состав Колпнянского сельского района.